# Persone di nome Simon/Calciatori
| Questa pagina contiene informazioni ricavate automaticamente dalle voci biografiche con l'ausilio del template Bio e di un bot. L'aggiornamento è periodico e automatico e ricostruisce completamente la pagina. Se manca una persona in questa lista, sei pregato di non aggiungerla, ma accertati piuttosto che la sua voce biografica contenga il template Bio e che i dati anagrafici siano correttamente compilati. Se il template Bio manca, inseriscilo tu stesso o, in alternativa, metti l'avviso {{tmp\|Bio}} che ne segnala la mancanza. Se i dati riportati sono sbagliati, correggi direttamente la voce biografica; le modifiche saranno visibili in questa lista entro pochi giorni. Per chiarimenti vedi il progetto antroponimi. La lista contiene solo le 87 persone che sono citate nell'enciclopedia e per le quali è stato implementato correttamente il template Bio. Pagina aggiornata al 22 lug 2025. |

Questa è una lista di persone presenti nell'enciclopedia che hanno il nome Simon e sono calciatori.

## A(4)
- Simon Addo, ex calciatore ghanese (Accra, n. 1974)
- Simon Adingra, calciatore ivoriano (Abidjan, n. 2002)
- Simon Amin, calciatore svedese (Örebro, n. 1997)
- Simon Asta, calciatore tedesco (Augusta, n. 2001)

## B(4)
- Simon Banza, calciatore congolese (Repubblica Democratica del Congo) (Creil, n. 1996)
- Simon Becher, calciatore statunitense (Topeka, n. 1999)
- Simon Bræmer, calciatore danese (Copenaghen, n. 1984)
- Simon Greatwich, ex calciatore filippino (Brighton, n. 1988)

## C(6)
- Simon Charlton, ex calciatore inglese (Huddersfield, n. 1971)
- Simon Church, ex calciatore inglese (High Wycombe, n. 1988)
- Simon Colosimo, ex calciatore australiano (Melbourne, n. 1979)
- Wayne Corden, ex calciatore inglese (Leek, n. 1975)
- Simon Cox, ex calciatore irlandese (Reading, n. 1987)
- Simon Cziommer, ex calciatore tedesco (Nordhorn, n. 1980)

## D(3)
- Simon Dawkins, ex calciatore giamaicano (Edgware, n. 1987)
- Simon Deli, calciatore ivoriano (Abidjan, n. 1991)
- Simon Diédhiou, calciatore senegalese (Dakar, n. 1991)

## E(2)
- Simon Ebonog, calciatore camerunese (Yaoundé, n. 2004)
- Simon Elisor, calciatore francese (Périgneux, n. 1999)

## F(3)
- Simon Falette, calciatore francese (Le Mans, n. 1992)
- Simon Ford, ex calciatore inglese (Newham, n. 1981)
- Simon Francis, ex calciatore inglese (Nottingham, n. 1985)

## G(5)
- Simon Gbegnon, calciatore togolese (Nantes, n. 1992)
- Simon Gillett, ex calciatore inglese (Oxford, n. 1985)
- Simon Graves, calciatore danese (Holstebro, n. 1999)
- Simon Grether, calciatore svizzero (Friburgo, n. 1992)
- Simon Gustafson, calciatore svedese (Mölndal, n. 1995)

## H(3)
- Simon Handle, calciatore tedesco (Trostberg, n. 1993)
- Simon Hedlund, calciatore svedese (Trollhättan, n. 1993)
- Simon Helg, calciatore svedese (Eskilstuna, n. 1990)

## J(4)
- Simon Jakobsen, calciatore danese (Silkeborg, n. 1990)
- Simon Janssen, calciatore olandese (Venlo, n. 2000)
- Simon Jentzsch, ex calciatore tedesco (Düsseldorf, n. 1976)
- Simon Johnson, ex calciatore inglese (West Bromwich, n. 1983)

## K(4)
- Simon Karlsson Adjei, calciatore svedese (n. 1993)
- Simon Kjær, ex calciatore danese (Horsens, n. 1989)
- Simon Kroon, ex calciatore svedese (n. 1993)
- Simon Kühne, calciatore liechtensteinese (Feldkirch, n. 1994)

## L(6)
- Simon Laner, calciatore italiano (Merano, n. 1984)
- Simon Lappin, ex calciatore scozzese (Glasgow, n. 1983)
- Simon Larsen, ex calciatore norvegese (Kristiansand, n. 1988)
- Simon Lorenz, calciatore tedesco (Buchen, n. 1997)
- Simon Lugier, ex calciatore francese (Coutances, n. 1989)
- Simon Lüchinger, calciatore liechtensteinese (Vaduz, n. 2002)

## M(7)
- Simon Makienok, calciatore danese (Næstved, n. 1990)
- Simon Mensing, ex calciatore tedesco (Wolfenbüttel, n. 1982)
- Simon Mignolet, calciatore belga (Sint-Truiden, n. 1988)
- Simon Mills, ex calciatore inglese (Sheffield, n. 1964)
- Simon Moore, calciatore inglese (Sandown, n. 1990)
- Simon Msuva, calciatore tanzaniano (Dar es Salaam, n. 1993)
- Simon Murray, calciatore scozzese (Dundee, n. 1992)

## N(1)
- Simon Ngapandouetnbu, calciatore camerunese (Foumban, n. 2003)

## O(2)
- Simon Ogar, ex calciatore nigeriano (Lagos, n. 1987)
- Simon Olsson, calciatore svedese (Linköping, n. 1997)

## P(3)
- Simon Piesinger, calciatore austriaco (Linz, n. 1992)
- Simon Pirkl, calciatore austriaco (Innsbruck, n. 1997)
- Simon Pouplin, ex calciatore francese (Cholet, n. 1985)

## R(6)
- Simon Ramsden, ex calciatore inglese (Bishop Auckland, n. 1981)
- Simon Ratcliffe, ex calciatore inglese (Davyhulme, n. 1967)
- Simon Rhein, calciatore tedesco (Hilden, n. 1998)
- Simon Richter, calciatore danese (Frederiksberg, n. 1985)
- Simon Rolfes, ex calciatore tedesco (Ibbenbüren, n. 1982)
- Simon Rrumbullaku, ex calciatore albanese (Argirocastro, n. 1991)

## S(10)
- Simon Sandberg, calciatore svedese (Partille, n. 1994)
- Simon Seidl, calciatore austriaco (Salisburgo, n. 2002)
- Simon Skrabb, calciatore finlandese (Jakobstad, n. 1995)
- Simon Sluga, calciatore croato (Fiume, n. 1993)
- Simon Sohm, calciatore svizzero (Zurigo, n. 2001)
- Simon Sollier, calciatore francese (Parigi, n. 1890 - Villers-sur-Coudun, † 1955)
- Simon Spari, calciatore austriaco (n. 2002)
- Simon Stewart, ex calciatore inglese (Leeds, n. 1973)
- Simon Strand, calciatore svedese (Huddinge, n. 1993)
- Simon Straudi, calciatore italiano (Brunico, n. 1999)

## T(7)
- Simon Silverholt, calciatore svedese (n. 1993)
- Simon Tahamata, ex calciatore olandese (Vught, n. 1956)
- Simon Terodde, ex calciatore tedesco (Bocholt, n. 1988)
- Simon Thomas, calciatore canadese (Victoria, n. 1990)
- Simon Tibbling, calciatore svedese (Grödinge, n. 1994)
- Simon Tortell, calciatore maltese (n. 1959 - † 2012)
- Simon Tschobang, calciatore camerunese (Douala, n. 1951 - † 2007)

## V(3)
- Simon Vella, ex calciatore maltese (Londra, n. 1979)
- Simon Vukčević, ex calciatore montenegrino (Podgorica, n. 1986)
- Simon van Duivenbooden, calciatore olandese (Uithoorn, n. 2002)

## W(1)
- Simon Walton, ex calciatore inglese (Leeds, n. 1987)

## Z(3)
- Simon Zenke, calciatore nigeriano (Kaduna, n. 1988)
- Simon Zimny, calciatore francese (Divion, n. 1927 - Épernay, † 2007)
- Simon Zoller, ex calciatore tedesco (Friedrichshafen, n. 1991)